# NGC 6649
NGC 6649 (другое обозначение — OCL 66) — рассеянное скопление в созвездии Щит.
Этот объект входит в число перечисленных в оригинальной редакции «Нового общего каталога».